# Година нуль (роман)
«Година нуль» (англ. Towards Zero, також має назву «У напрямку до нуля», що є правильним перекладом оригінальної назви) — детективний роман англійської письменниці Агати Крісті, вперше опублікований видавництвом «Dodd, Mead and Company» у червні 1944 року в США, а також видавництвом «Collins Crime Club» у липні того ж року у Великій Британії. Це останній роман Агати Крісті з серії творів про Суперінтенданта Баттла.

## Сюжет
Літня й позбавлена почуття гумору леді Трессиліан запрошує у свій маєток Галлз Пойнт гостей на літо. Серед запрошених — знаменитий тенісист Невіл Стрендж зі своєю другою дружиною. У цей же час у маєтку гостює й перша дружина Невіла. Через таке сусідство виникає багато незручних ситуацій, але дійсні неприємності починаються, коли леді Трессиліан вбивають під час сну. Суперінтендант Баттл, що відвідує свого племінника, інспектора Ліча, береться за розслідування.

## Персонажі
- Леді Трессиліан — господарка будинку
- Мері Олдін — її компаньйонка
- Невіл Стрендж — красень тенісист
- Кей Стрендж — його друга дружина
- Одрі Стрендж — його перша дружина
- Едвард Латимер — приятель Кей
- Томас Ройд — далекий родич Одрі
- Містер Тривз — повірник леді Трессиліан
- Інспектор Джеймс Лич — племінник Баттла
- Суперінтендант Баттл — веде розслідування разом із Джеймсом Личем

## Екранізації
- 1995 рік — Роман покладено в основу кінофільма «Невинна брехня». Сюжет, імена персонажів та інші деталі були суттєво змінені, й за рішенням Розалінд Гікс, дочки і спадкоємиці Агати Крісті, ім'я письменниці було виключено з титрів[2].
- 2007 рік — Роман покладено в основу одного з епізодів британського серіала «Міс Марпл Агати Крісті», де головну роль зіграла Джеральдін Мак-Еван[3].
- 2007 рік — Вийшла французька екранізація романа — фільм «Година нуль» (фр. L'Heure Zero). У стрічці зайняті Даніель Дар'є, К'яра Мастроянні, Мельвіль Пупо, Лаура Смет, Алессандра Мартінес та інші[4].
- 2025 рік — «У напрямку до нуля» (англ. Towards Zero), британський мінісеріал виробництва компанії BBC, 3 епізоди по 60 хвилин. У головних ролях Олівер Джексон-Коен, Елла Лілі Хайланд, Мімі Кіні та Анжеліка Г'юстон[5].